# 3 карбованці «Всенародна допомога Вірменії у зв'язку з землетрусом»
Всенародна допомога Вірменії у зв'язку з землетрусом (рос. Всенародная помощь Армении в связи с землетрясением) — ювілейна монета СРСР вартістю 3 карбованці, випущена 7 грудня 1989 року. Спітакський землетрус (відомий також як Ленінаканський) — катастрофічний землетрус (магнітудою — 7.2), що стався 7 грудня 1988 року в 10:00 годин за московським часом на північному заході Вірменської РСР. У результаті землетрусу були повністю зруйновані місто Спітак і 58 сіл; частково зруйновані міста Ленінакан, Степанаван, Кіровакан і ще понад 300 населених пунктів. Загинули, принаймні, 25 тисяч осіб, 514 тисяч людей залишилися без даху над головою. У загальній складності землетрус охопило близько 40% території Вірменії. Через ризик аварії була зупинена Вірменська АЕС.  Генеральний секретар ЦК КПРС Михайло Горбачов, який перебував у той момент з візитом в США, формально попросив Сполучені Штати про гуманітарну допомогу, а потім перервав свій візит, щоб відправитися в зруйновані райони Вірменії. У відновленні зруйнованих районів взяли участь всі республіки СРСР. Західні країни, включаючи Велику Британію, Францію, ФРН, Італію, Норвегію, Бельгію і Швейцарію, надали СРСР допомогу, надавши рятувальне обладнання, фахівців, продукти та медикаменти. Була також надана допомога у відновних роботах. На пагорбі кладовища, де поховані жертви землетрусу, побудована церква з металу.

## Історія
У 1987 році в СРСР було вперше розпочато випуск ювілейних монет у мідно-нікелевому сплаві, всього було випущено 3 види цих монет: у 1987, 1989 і 1991 роках. Монета карбувалася на Ленінградському монетному дворі (ЛМД).

## Опис та характеристики монети
| Номінал крб. | Метал                 | Маса грам | Діаметр мм. | Гурт                           | Тираж штук               |
| ------------ | --------------------- | --------- | ----------- | ------------------------------ | ------------------------ |
| 1            | мідно-нікелевий сплав | 14,35     | 33          | гладкий із заглибленим написом | 3 000 000 300 000 (пруф) |

### Аверс
У верхній частині диска — Державний герб Союзу Радянських Соціалістичних Республік (являє собою зображення серпа і молота на фоні земної кулі, в променях сонця і в обрамленні колосся, перев'язаних п'ятнадцятьма витками стрічки); під гербом — напис «СССР», знизу — велика стилізована цифра «3», під нею — півколом розміщено слово «РУБЛЯ» ще нижче уздовж канта знаходиться дата випуску монети — «1989».

### Реверс
В центрі на тлі гір зображення смолоскипа у вигляді рук, що тримають чашу з полум'ям. По обидва боки смолоскипа під горами символічно зображені руїни — наслідок землетрусу. Під смолоскипом дата «7.12.1988». Вгорі напис «АРМЕНИЯ», розділена полум'ям на дві частини «АРМ» і «ЕНИЯ». По колу написи «ЗОНА ЗЕМЛЕТРЯСЕНИЯ», «МИЛОСЕРДИЯ», «СОЗИДАНИЯ», розділені крапками.

### Гурт
Гурт гладкий з вдавленим написом-позначенням номіналу: «ТРИ РУБЛЯ», дублюється два рази і розділений двома зірками.

## Автори
- Художник: Адамян
- Скульптор: Н. А. Носов

## Вартість монети
Ціну монети — 1 карбованець встановив Держбанк СРСР у період реалізації монети через його філії. Сучасна вартість монети звичайного випуску серед колекціонерів України (станом на 2014 рік) становить понад 35 гривень.